# Atanas Aleksandrov
Atanas Krŭstev Aleksandrov (Bulgaars : Атанас Кръстев Александров) (Michajlovo, 2 juni 1952 - Sofia, 11 april 2004) is een voormalig Bulgaars voetballer. Hij speelde bij Slavia Sofia en Omonia Aradippou.

## Loopbaan
Aleksandrov maakte zijn debuut voor Bulgarije op 18 april 1973. Aleksandrov viel in de 90e minuut in, tegen Turkije. Uiteindelijk verloor hij met 5-2. Hij heeft in totaal 19 wedstrijden gespeeld en 1 doelpunt gescoord voor de nationale ploeg. 
Aleksandrov overleed op 11 april 2004.